# We Are the People (singel Martina Garrixa)
We Are the People – singiel holenderskiego DJ-a Martina Garrixa z udziałem członków U2 Bono i The Edge. Piosenka to oficjalny hymn Euro 2020. Utwór został wydany 14 maja 2021 roku.

## Tło powstania utworu
19 października 2019 roku poinformowano, że oficjalny hymn Euro 2020 skomponuje holenderski DJ Martin Garrix. Piosenka została wykonana na żywo podczas meczu otwarcia Euro 2020 na Stadio Olimpico w Rzymie.